# Suprema Felicidade
Pour plus de détails, voir Fiche technique et Distribution.
A Suprema Felicidade est un film brésilien, sorti en 2010.

## Synopsis
Le film fait le portrait d'une famille de la classe moyenne résidant dans la banlieue de Rio de Janeiro sur trois époques de la vie de Paulo, le fils unique. Les autres membres de cette famille sont Marco, son père, sa mère Sofia, le grand-père Noel et la grand-mère.

## Fiche technique
- Titre français : A Suprema Felicidade
- Réalisation : Arnaldo Jabor
- Scénario : Arnaldo Jabor et Ananda Rubinstein
- Pays d'origine : Brésil
- Format : Couleurs - 35 mm - 1,37:1 - Mono
- Genre : drame
- Durée : 121 minutes
- Date de sortie : 2010

## Distribution
- Fernanda Avellar : Trapezista do Cabaré
- César Cardadeiro : Cabeção - 18 ans
- Tammy Di Calafiori : Marilyn
- Maria Flor : Deise
- Ary Fontoura : père #1
- Michel Joelsas : Paulo - 13 ans
- Mariana Lima : Sofia
- Jorge Loredo : père #2
- Caio Manhente : Paulo - 8 ans
- Elke Maravilha : grand-mère
- Jayme Matarazzo : Paulo - 19 ans
- Maria Luísa Mendonça : madame
- João Miguel : Bené
- Marco Nanini : grand-père Noël
- Emiliano Queiroz : Joaquim